# Кожино (Гагаринский район)
Кожино — деревня в Гагаринском районе Смоленской области России. Входит в состав Никольского сельского поселения. Население — 3 жителя (2007).
Расположена в северо-восточной части области в 2,5 км к югу от Гагарина, в 2 км севернее автодороги М1 «Беларусь», на берегу реки Малая Гжать. В 4 км севернее деревни расположена железнодорожная станция Гагарин на линии Москва — Минск.

## История
В годы Великой Отечественной войны деревня была оккупирована гитлеровскими войсками в октябре 1941 года, освобождена в марте 1943 года.